# Cornil Guislain Jacobsen
Cornil Guislain Jacobsen de La Crosnière (1709-1787) est un négociant, armateur et entrepreneur français du XVIIIe siècle. Issu d'une famille néerlandaise implantée à Dunkerque au XVIe siècle, il entreprend l'assèchement et la mise en valeur des marais de l'île de Noirmoutier. Il utilise des techniques inspirées de celles de ses ancêtres hollandais (pratique des polders) et de Flandre (usage des watringues), pour gagner de nouvelles terres cultivables. 

## Biographie

### Origines familiales et jeunesse
Cornil Guislain Jacobsen a pour ancêtres des Hollandais implantés au XVIe siècle dans le comté de Flandre. Les Jacobsen de Dunkerque s'illustrent en tant que capitaines de navires, notamment en tant que corsaires dunkerquois, notamment Michel Jacobsen qui devient vice-amiral de la flotte espagnole (l'Espagne possède la Flandre au XVIe siècle) et son fils Jan Jacobsen, autre héros dunkerquois. Cornil Guislain Jacobsen descend en ligne directe de Michel Jacobsen.
Cornil Guislain Jacobsen naît le 11 septembre 1709 à Bourbourg du second mariage de son père Cornil Jacobsen (1644-1711). Cornil, né à Dunkerque, est échevin de la ville et châtellenie de Bourbourg. Le 8 septembre 1705, il épouse en  secondes noces Louise Tellier de Beaulieu, il a 61 ans et son épouse 19. Cornil Guislain a deux ans lorsque son père décède en 1711.
Il fait des études à l'université de Louvain, envisage d'entrer dans l'église, mais se laisse persuader de se lancer dans le commerce, un ami de la famille finançant ses débuts.

### Noirmoutier
Il arrive à Noirmoutier en 1737, sur les conseils de son financeur. Il profite des avantages fiscaux accordés aux habitants de l'île, et rapidement, par son talent, ses alliances et son activité, il s'intègre aux notables de l'île. Négociant, il traite des affaires sur un large périmètre (correspondants à Bordeaux, Nantes, Dunkerque, etc.), et devient armateur.
Aide major des milices garde-côtes de la capitainerie de l'île de Noirmoutier en 1743, aide-major d'une compagnie d'infanterie dans le même organisme en décembre 1757, il fait venir en 1755 de l'étranger des grains et sauve la population locale de la disette.
Cornil Guislain Jacobsen est encore l'armateur d'une corvette Le Duc de Bourbon, en hommage au duc de Bourbon propriétaire de Noirmoutier, navire dont les campagnes militaires pendant la guerre de Sept Ans (1756-1763) ont ajouté à son prestige,. 
Il construit entre 1761 et 1766 l'hôtel Jacobsen qui demeure de nos jours l'immeuble le plus important de Noirmoutier et qui est classé monument historique depuis 2013, acheté et restauré par la Communauté de Communes de l'île de Noirmoutier.
Doté de la propriété de l'île de la Crosnière, il entreprend à la fin de sa vie des démarches pour accéder à la noblesse. À cette fin, le 20 février 1786, il fait constater par acte notarié, qu'il possède chez lui deux tableaux, décrits par Émile Mancel, l'un représentant le célèbre et prestigieux marin dunkerquois Michel Jacobsen, son ancêtre qui était noble (espagnol), et l'autre représentant l'épouse de celui-ci (née Weus). Il récidive en mars 1786, à propos de tableaux, à nouveau décrits par Émile Mancel, se trouvant à Dunkerque, représentant la descendance de Michel Jacobsen.
Il meurt le 19 mars 1787, à l'âge de 77 ans, et selon ses volontés, est inhumé dans la nouvelle paroisse de La Crosnière le 25 mars 1787. Des lettres d'anoblissement signées par Louis XVI, antidatées du 11 mars pour prendre effet avant son décès, sont prises pour le distinguer,[source insuffisante].

## Défricheur à Noirmoutier
Cornil Guislain Jacobsen s'associe avec deux familles locales, les Joubert des Ouches et les Joly du Berceau, dont un membre deviendra son gendre, pour agrandir les terres cultivables de l'île. Il entreprend alors de grandes actions d'assèchement et de défrichement des marais, utilisant l'expérience des insulaires mais probablement également celle de ses ancêtres néerlandais (création de polders) et flamands (action des watringues). Les premières actions de ce type débutent en 1745, huit ans après son arrivée, en association avec Joubert des Ouches, en obtenant une importante concession sur des terres à mettre en valeur sur l'île mais aussi sur le continent.
À partir de 1760, il impulse le dessèchement, terminé en 1767, de l'île de la Crosnière, commune actuelle de Beauvoir-sur-Mer, gagnée sur la mer et remarquable par sa fertilité. Pour cette action, il mobilise 1 100 hommes venus de 17 paroisses du continent. L'érection du site, où il a fait construire plusieurs maisons, en 1772 en paroisse, avec une église (paroisse de Notre-Dame-de-Pé), et un presbytère, tous deux détruits en 1793, accroît le prestige de Cornil Guislain. Il fait construire une digue de 10 000 mètres sur le terrain conquis sur la mer. Cette double action de dessèchement et défrichement contribue à la fortune de la famille.
La mise à sec de la Crosnière assure la pérennité du passage du Gois. Cornil Guislain Jacobsen est l'homme qui a permis de faire communiquer définitivement l'île de Noirmoutier avec le continent à marée basse : il est le premier à tenter le passage avec des guides, sa fille Victoire Élisabeth le franchira en voiture.
En février 1766, le prince de Condé obtient du roi Louis XV la propriété du terrain gagné sur la mer et il la rétrocède en avril à Cornil Guislain.

## Mariage et descendance
Cornil Guislain Jacobsen  épouse le 12 mai 1743 à Noirmoutier-en-l'Île Suzanne Élisabeth Cormerye ou Cormery (1720-1752), fille du major de la capitainerie.
Six enfants sont nés du mariage, a priori à Noirmoutier-en-l'Île, dont un mort en bas âge :
- Suzanne Louise Élisabeth Jacobsen (1744-1773) se marie à Nantes en mars 1770 avec Jacques Augustin ou Louis Joly du Berceau, (1736-1770), enseigne de vaisseau de la Compagnie des Indes, subdélégué de l'intendant à Noirmoutier, sans postérité (le mari meurt six jours après le mariage[2]).
- Jeanne Marie ou Marie Jeanne Jacobsen (1745-1816) épouse en février 1765 Jean-François Doré, négociant, armateur à Nantes.
- Gabrielle Angélique Jacobsen, née en 1747, prend alliance en septembre 1773 avec François Laurent Lamandé, ingénieur de la généralité de Rouen, dont postérité.
- Victoire Élisabeth Jacobsen, se marie avec Charles Mourain de L'Herbaudière, subdélégué de l'intendant à Noirmoutier[1]. Elle meurt de même que son mari sur l'échafaud en 1794, au moment de la Terreur[12]. Elle est probablement la Mme Mourain de L'Herbaudière qui offre l'hospitalité de la maison Jacobsen au généralissime vendéen Maurice d'Elbée à la fin de 1793, peu de jours avant l'exécution de celui-ci à Noirmoutier par les républicains[14].
- Jean Corneille Jacobsen (1750-1834), qui poursuit le travail commencé par son père, et augmente lui aussi l'étendue des terres rendues cultivables, sera maire de Noirmoutier-en-l'Île, conseiller général de la Vendée et distingué pour ses contributions à la prospérité de l'île en étant notamment élevé chevalier de l'ordre royal de la Légion d'honneur pour prendre date du 30 août 1814[15].

## Hommages
- À Noirmoutier-en-l'Île, une jetée porte le nom de Jacobsen, chaussée Jacobsen, à l'origine une digue construite par Jean Corneille Jacobsen avec une stèle en l'honneur de Cornil Guislain Jacobsen.

## Armes
Cornil Guislain Jacobsen reprend pour armes celles de la famille :
- « D'azur à une fasce ondée d'or, portant en chef, un compas ouvert de même ». Ou les mêmes avec « en pointe, un sabre en pal[16] ».
- Devise : Wisslick Komelick (Force, Courage[17]).